# 洞穴探險

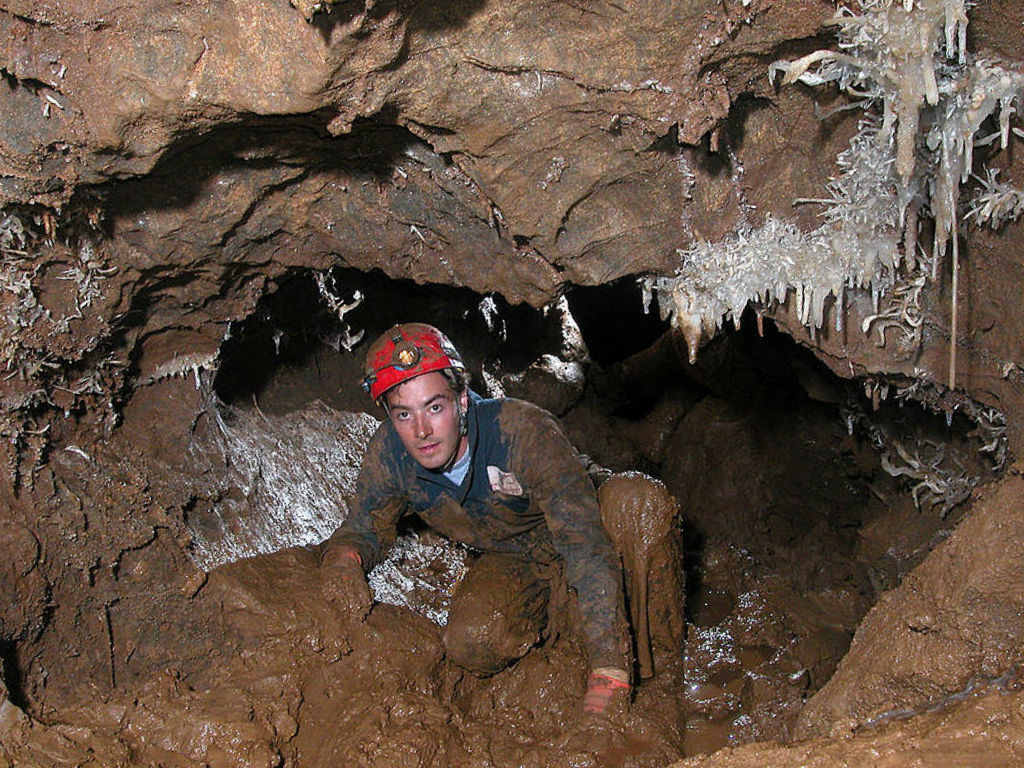
人們在加利福尼亚州一處洞穴探洞

洞穴探险又稱探洞，是指人們為探索野外洞穴而進行的興趣活動。相比之下，洞穴學則是學者為了解洞穴和洞穴环境而展開的科学研究。 洞穴探险所面临的挑战因要前往的洞穴而异。洞穴潜水是一个更危险的活動，只有少数有經驗的洞穴探险者才會进行該項活動。